# Davids Sogn
Davids Sogn er et sogn i Holmens og Østerbro Provsti (Københavns Stift). Sognet ligger i Københavns Kommune; indtil Kommunalreformen i 1970 lå det i Sokkelund Herred (Københavns Amt). I Davids Sogn ligger Davidskirken. 

Davids Sogn blev 30. november 2008 lagt ind under Rosenvænget Sogn, men blev 1. januar 2012 atter udskilt som selvstændigt sogn.